# Francolin de Hartlaub
Pternistis hartlaubi
Espèce
Statut de conservation UICN

 LC  : Préoccupation mineure
Le Francolin de Hartlaub (Pternistis hartlaubi) est une espèce d'oiseaux d'Afrique Australe appartenant à la famille des Phasianidae. Son nom scientifique comme son nom vernaculaire commémorent l'ornithologue allemand Gustav Hartlaub (1814-1900).

## Distribution
Sud-ouest de l’Angola (à partir de Benguela), se prolongeant dans le nord-ouest de la Namibie.

Carte de distribution.

## Sous-espèces
Les formes F. h. bradfieldi (Roberts 1928) et F. h. crypticus Stresemann 1939, ne sont pas reconnues par Urban et al. (1986), Madge & McGowan (2002) et Hennache & Ottaviani (2011), qui les considèrent comme des clines géographiques avec simplement les populations centrales plus foncées.

## Habitat
Le francolin de Hartlaub fréquente les collines, les crêtes de montagne et autres escarpements rocheux, ainsi que les tertres recouverts de buissons, de broussailles et de plantes herbacées en terrain sablonneux (Urban et al. 1986).

## Alimentation
Les bulbes de Cyperus edulis, qu’ils déterrent à coups de bec, constituent une part prépondérante de leur régime alimentaire. Comme les autres francolins africains, ils consomment aussi des graines, des baies, des fruits et des insectes, surtout des termites (Komen & Meyer 1984).

## Mœurs
Les couples occupent une petite aire d’environ 0,5 km², d’où une faible densité de population. Ils semblent sédentaires et territoriaux, défendant leur territoire toute l’année. À côté de ces couples, on trouve de petits groupes familiaux ne comptant pas plus de quatre individus. Ces groupes passent la nuit dans les rochers, émettant leurs vocalises du haut de ces perchoirs où ils trouvent également de l’ombre lors des heures les plus chaudes de la mi-journée (Komen & Meyer 1984).

## Voix
Un cri d’avertissement entre le mâle et la femelle consiste en un caquètement criard comprenant des crissements aigus, les deux notes centrales répétées plusieurs fois kor-rack, keerya, keerya, kew. Le cri d’alarme est une note aiguë et criarde, un kerr-ack émis par le mâle et un keer par la femelle. A l’envol, le mâle lance un krak répété (Madge & McGowan 2002).

## Nidification
En Namibie, elle a lieu en mai, juin et novembre, suggérant une période de reproduction en saison humide. Les deux sexes participent à la défense du territoire par une série de postures et de vocalisations. En parade nuptiale, le mâle s’approche de la femelle en déployant la queue et en la levant puis en l’abaissant lentement tout en se balançant de droite à gauche et en exhibant ses flancs rayés. La femelle peut répondre à cette démonstration par des cris. Les deux sexes peuvent tourner mutuellement l'un autour de l'autre tout en se faisant des courbettes, le plumage gonflé et les ailes abaissées (Komen & Meyer 1984). Un seul nid a été décrit, bien dissimulé dans une cavité au pied d’un rocher (Urban et al. 1986).

## Statut
Qualifiée généralement de locale et peu commune (Madge & McGowan 2002), l’espèce n’est pas considérée comme menacée par BirdLife (2010).